# Dream pop
Genres dérivés
Shoegazing, chillwave
Genres associés
heavenly voices
La dream pop est un sous-genre de rock alternatif caractérisé par son utilisation des textures sonores et son chant murmuré. Le terme est employé à la fin des années 1980 par Alex Ayuli pour décrire la musique de son groupe A. R. Kane,. Peu après, le journaliste Simon Reynolds utilise le terme pour parler de la scène anglaise associée au shoegazing. Reynolds est généralement considéré comme le premier critique à avoir utilisé l'expression « dream pop » pour décrire un genre musical,.

## Caractéristiques
The Allmusic Guide to Electronica définit la dream pop comme « un sous-genre atmosphérique de rock alternatif qui repose autant sur les textures sonores que sur les mélodies. » Les caractéristiques sonores de la dream pop sont un chant murmuré et l'utilisation d'effets de guitare produisant souvent un « mur de bruit » (wall of noise),. L'expression est souvent utilisée pour décrire des groupes appartenant au courant shoegazing, en particulier aux États-Unis ; le shoegazing peut être considéré comme un sous-genre de la dream pop,,. L'expression dream pop, « pop rêveuse », cherche à décrire l'immersion de l'auditeur mais aussi une certaine mélancolie dans la musique. Pour Simon Reynolds, la dream pop « célèbre des expériences enthousiastes et transcendantes, souvent en utilisant une imagerie mystique et liée à la drogue. » Les paroles des chansons sont souvent de nature introspective ou existentialiste, tandis que les pochettes se caractérisent par un design minimaliste ou l'utilisation d'images pastels.

## Histoire et influences
Le journaliste John Bergstrom considère All Things Must Pass de George Harrison comme l'une des influences de la dream pop, avec son utilisation du mur de son et ses arrangements fluides.

## Genres apparentés

### Shoegazing
Le shoegazing, qui émerge en Angleterre à la fin des années 1980, est parfois considéré comme une forme plus agressive et plus lourde de dream pop. Les groupes pionniers de ce genre sont Lush, Slowdive, My Bloody Valentine, Starflyer 59, Chapterhouse, Catherine Wheel, Ride, Medicine et Levitation. Ces groupes conservent le son atmosphérique de la dream pop en y incorporant des influences provenant de formations post-punk comme Sonic Youth ou The Jesus and Mary Chain. Depuis le début des années 2010, une vague de nouveaux groupes plus jeunes s'inspire de l'esthétique shoegazing, en tête desquels The Radio Dept., The Pains of Being Pure at Heart, A Place to Bury Strangers ou encore Spotlight Kid. Le shoegazing rejette les caractéristiques les plus passives de la dream pop.

## Groupes et artistes
Ils comprennent notamment : Alvvays, Beach House, Bipolar Explorer, Cocteau Twins, Cigarettes After Sex, Galaxie 500, Mercury Rev, Oscar and the Wolf, Sugar Plant, Slowdive, Still Corners, et Fishmans.

## Labels
Les labels 4AD (Pale Saints, Lush, Swallow), Creation Records (My Bloody Valentine, Slowdive, Ride), Sub Pop (Velocity Girl), Sarah (Secret Shine), Slumberland (Black Tambourine, Swirlies), Cherry Red (Blind Mr. Jones) et Vernon Yard ont édité des albums qui figurent parmi les piliers du genre.